# مسيت
مسيت هي بلدة في مقاطعة كسبي في ولاية قشقداريا في أوزبكستان.